# Eucereon buchwaldi
Eucereon buchwaldi là một loài bướm đêm thuộc phân họ Arctiinae, họ Erebidae.